# Moldan
Die MOLDAN Baustoffe GmbH & Co KG ist ein österreichischer Baustoffhersteller in Kuchl nahe Hallein, Land Salzburg. Das Abbaugebiet ist das größte österreichische Gipsvorkommen.

## Geschichte
Die Gipslagerstätte am Schwarzerberg ist seit 1613 urkundlich erwähnt, ein Georg Streitfelder belieferte die fürsterzbischöflichen Hofgebäude.
1794 erhielt Mathias Struber die Erlaubnis, „wegen der weiten und beschwerlichen Transportverhältnisse, auf einer hochfürstlichen Frey am Kertererbach in der Strubau eine Mühle zu errichten.“ Sie diente zum Mahlen von Gips wie auch Getreide.
Ein Familienmitglied als Gesellschafter, Christian Moldan, war 1835 erstmals in Erscheinung getreten, 7. August 1853 kaufte er die gesamte Liegenschaft von Werk und Vorkommen. Das Gebiet Kuchl–Scheffau war seinerzeit eines der bedeutendsten der Nordalpen, die Gesamterzeugung an Gips betrug hier um 1870 etwa 700.000 Zentner. 1916 gründeten Josef und Christian Moldan aus dem Mühlbetrieb die Erste Salzburger Gipswerks-Gesellschaft.
1955 übernahm Karl-Eberhard Moldan als geschäftsführender Gesellschafter das Unternehmen, und baute es weiter aus. Ab 1971 wurden neben der traditionellen Gewinnung von Rohgips als Rohstoffgrundlage auch fabriksmäßig Gips, Gipsprodukte und andere Baustoffe erzeugt. Im Jahre 1972 übernahm die Heidelberger Zement AG große Anteile der Firma und verhalf dem Unternehmen durch diese beträchtliche Kapitalzufuhr dazu, ein Großunternehmen in Österreich zu werden.
2000 fasste HeidelbergCement alle Trockenmörtel-Erzeuger in seiner Unternehmensgruppe in der maxit group zusammen. Seit dem 1. Jänner 2001 lautete der Name Moldan-maxit Österreich. Mit der Übernahme der maxit group im Jahr 2007 wurde das Unternehmen auch Bestandteil des französischen Compagnie de Saint-Gobain-Konzerns. 2009 ändert man den Firmenwortnamen wieder in MOLDAN Baustoffe GmbH & Co KG.
2010 erfolgte die Übernahme durch die Salzburger Sand und Kieswerke (SSK).

## Betriebsgelände und Gipsbergwerk
Das Werk (Gipswerk) liegt bei Strubau in Kellau, einer Ortschaft der Gemeinde Kuchl, in der Talung des Kertererbachs, einem Seitental der Salzach nördlich der Lammer.
Das Abbaugebiet, das Gipsbergwerk Grubbach–Moosegg, im Bereich der Orte Grubach (Gemeinde Sankt Koloman) und Voregg-Moosegg (Gemeinde Scheffau), liegt in 900 m Seehöhe, auf einem dem Schwarzerberg (1584 m ü. A., ein Vorberg des Tennengebirgs) vorgelagerten Riedl.
Der Riedl ist teils vollständig aus Gips aufgebaut und bildet das größte österreichische Vorkommen.
Im Saulochbruch finden sich im Gips Blöcke von Diabas und Serpentin, im nördlicheren Kesselbruch ein mächtiger Anhydrit-Gipskörper.

Das Vorkommen, das im Raum der Störzone Gosauer Becken–Abtenauer Becken hier als Deckscholle zutage tritt (Weitenauer Unterkreidemulde), Haselgebirge, das den Roßfeldschichten aufgeschoben wurde, gehört zur Hallstätter Deckscholle. Das ganze System gehört zum Tirolikum der Osterhorngruppe.